# Chah-e Mohandas Quami va Hajj Mohammad Yazdi
Chah-e Mohandas Quami va Hajj Mohammad Yazdi (em persa: چاه مهندس قوامي وحاج محمديزدي, também romanizada como Chāh-e Mohandas Qūāmī va Ḩājj Moḩammad Yazdī) é uma aldeia do distrito rural de Mehrabad, no condado de Abarkuh, da província de Yazd, Irã.